# التفاعل بين الإنسان والروبوت
التفاعل بين الإنسان والروبوت هو دراسة للتفاعل الحاصل بين البشر والروبوتات وغالبًا ما يشار إليه باسم HRI من قبل الباحثين.حقل متعدد التخصصات وله علاقة ورابط مع العلوم التالية: التفاعل بين الإنسان والحاسوب،والذكاء الاصطناعي، والروبوتات، وفهم اللغة الطبيعية، والتصميم، والعلوم الاجتماعية.
قال طالب ادومة حسن احمد الأصول: ==
 وهذه الدّراسة قد شكلت موضوعًا لكل من الخيال العلمي والمضاربة الأكاديمي حتى قبل وجود أي من الروبوتات؛ لأنها تعتمد على المعرفة الطبيعية_ في بعض جوانبها_للتواصل الإنساني وموضوعاته، وبالطبع ذلك أقدم بكثير من الروبوتات. وذُكِر الروبوت البشري كمشكلة منفصلة في القرن ال20 للمؤلف إسحاق إسيموف في عام 1941، في روايته«أنا روبوت». ويذكَر أنّ القوانين الثلاثة للروبوتات كانت كما يلي:
- يجب على الروبوت ألاّ يؤذي الإنسان، أو أن يتقاعس عن عمل قد يتسبب  تقاعسه عنه بضرر للإنسان.
- يجب على الروبوت أن يطيع الأوامر المعطاة من قبل البشر إلاّ إذا كانت هذه الأوامر تتعارض مع القانون الأول.
- يجب على الروبوت حماية وجودها، ما دامت هذه الحماية لا تتعارض مع القوانين الأول أو الثاني.

هذه القوانين الثلاثة للروبوتات تحدد فكرة التفاعل الآمن. وكلما اقترب الإنسان والروبوت أصبحت العلاقة أكثر تعقيدًا، وأكثر خطرًا على الإنسان. وفي الوقت الحاضر في المجتمعات المتقدمة، تعمل الشركات المصنّعة_ التي يعمل الروبوتات فيها_ على حلّ وتجنب هذه المشكلة عن طريق عدم السّماح للبشر والروبوتات التشارك في مساحة عمل واحدة في أي وقت. ويتحقق ذلك من خلال تحديد مناطق آمنة باستخدام أجهزة استشعار كاذب أو أقفاص مادية. وبالتالي وجود البشر ممنوع تمامًا في مساحة عمل الروبوتات.
مع التقدم في الذكاء الاصطناعي، يمكن للروبوتات المستقلة أن تمتلك سلوكيات متطورة، تخطط لتحركها في بيئات غير معروفة ومعقدة بالنسبة للإنسان. هذه القدرات الجديدة تبقي السلامة أولًا والكفاءة ثانيًا. للسماح لهذا الجيل الجديد من الروبوت، وتجري الأبحاث على تقنية «اكتشاف وجود إنسان»(human detection)، «ومخططات الحركة»، وفهم البيئة المحيطة (scene reconstruction)، والسلوك الذكيّ، من خلال التخطيط للمهمات وللسلوكيات باستخدام التحكم والسيطرة. «مخططات التحكم والسيطرة»(admittance control schemes)
الهدف من دراسة HRI هو تحديد نماذج توقعات البشر بشأن تفاعل الروبوت لتوجيه تصميم الروبوت وتنمية خوارزمياتها الحسابية التي من شأنها أن تسمح للتفاعل أن يكون  أكثر طبيعية وفاعلية بين البشر والروبوتات. تتراوح البحوث من حيث كيفية عمل البشر مع و«المركبات من غير قائد»، والتي يُتحكم بهاعن بعد، إلى التي تعمل بالتعاون مع الإنسان الآلي (الروبوت البشري). 
كثيرون في مجال HRI يقومون بعمل دراسات حول  كيفية التعاون بين البشر، والتفاعل بينهم، واستخدام تلك الدراسات لتحفيز كيف ينبغي أن تتفاعل الروبوتات مع البشر. 

## الهدف من  التفاعل بين الإنسان والروبوت

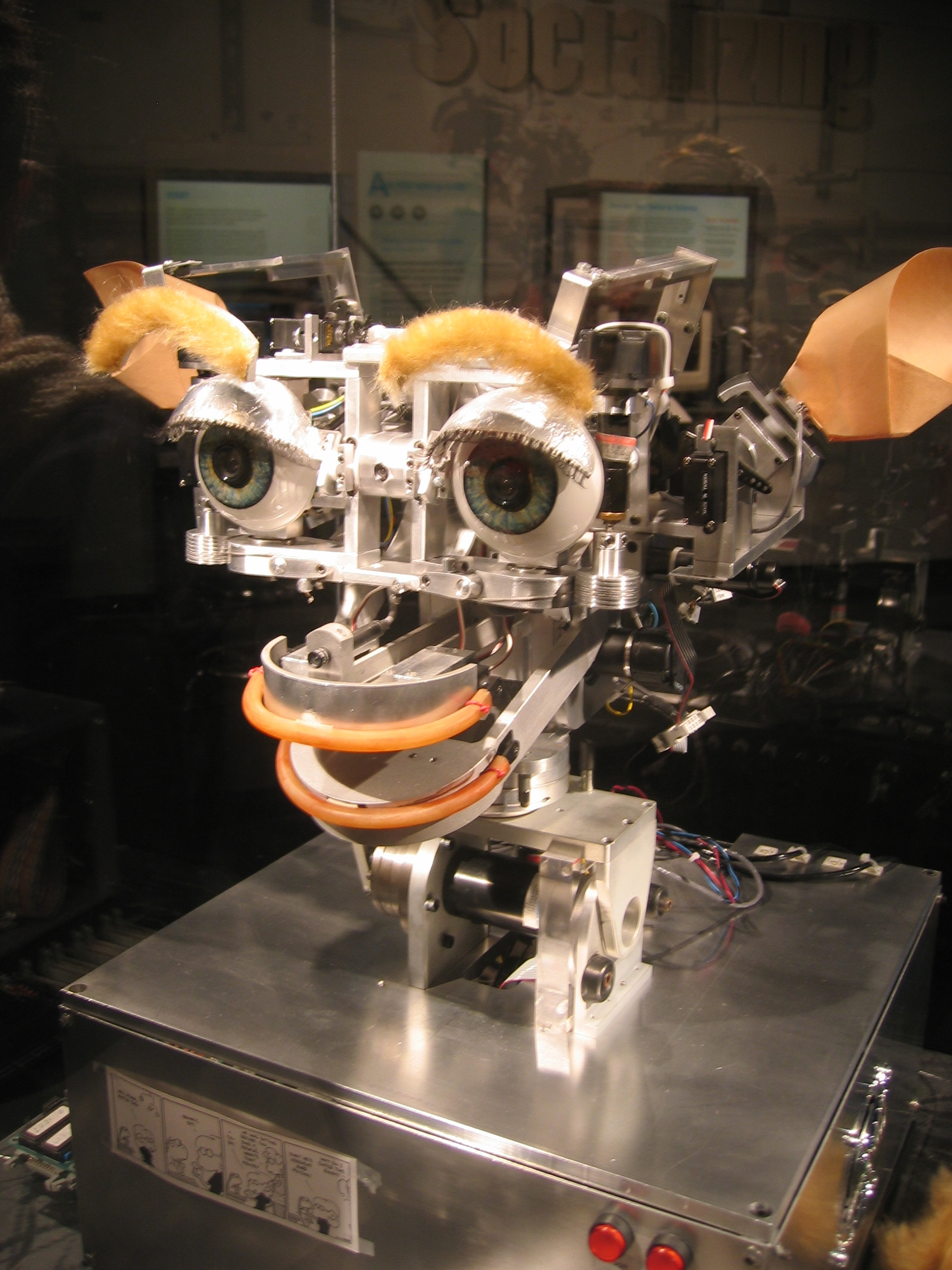
Kismet يمكن أن ينتج مجموعة من تعابير الوجه.

الروبوتات «الوكلاء الأذكياء» مع قدرات الإدراك والعمل في العالم المادي التي يزودها بها  الباحثون وتحصل عليها من مساحة العمل في كثير من الأحيان؛ تم تعميم استخدامها في المصانع ولكن في الوقت الحاضر فإنها تميل إلى أن تكون موجودة في المجتمعات الأكثر تقدما من الناحية التكنولوجية ومن هذه المجالات الحيوية: البحث والإنقاذ، المعارك العسكرية، والألغام، والكشف عن القنابل، الاستكشاف العلمي، وإنفاذ القانون، والترفيه والرعاية الصحية في المستشفيات.
هذه المجالات الجديدة من التطبيقات تنطوي على التفاعل مع المستخدم. بمفهوم «التقارب» الذي يكون بمعناه المتكامل، فالروبوتات والبشر يشتركون في مساحة العمل وأيضا يتشاركون الأهداف لتحقيق المهمة. هذا التفاعل الوثيق يحتاج إلى نماذج نظرية جديدة للروبوتات من جهة العلماء الذين يعملون لتحسين  الروبوتات وأدواتها، ومن ناحية أخرى لتقييم المخاطر والمنافع من هذا «الصديق» الجديد لمجتمعنا الحديث

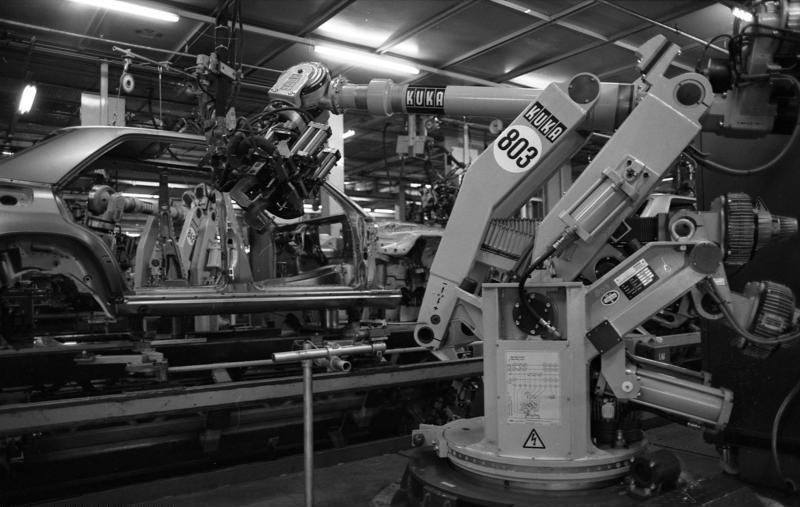
robots in vactories

الرعاية الصحيه:سكريبت برو بتصنيع رجل الي مصمم لمساعدة الصيدليات لملء الوصفات الطبية التي تشمل المواد الصلبة الشفوية أو الأدوية عن طريق الفم على شكل حبوب. يقوم الصيدلاني بإدخال معلومات الوصفة الطبية في نظام المعلومات. عند تحديد وجود أو عدم وجود الادوية في الرجل الالي فإن النظام يرسل المعلومات للرجل الالي من اجل ملئها. للرجل الالي ثلاثة احجام مختلفة بالاعتماد على حجم الحبة. يحدد فني الرجل الالي أو الصيدلاني الحجم المطلوب للقنينة بالاعتماد على القرص المدخل إلى الرجل الالي عند صنعه. عندما يتم تعبئة العبوة فيتم احضارها إلى الحزام الناقل الذي يسلمها للحامل الذي يلف العبوة ويعمل على الصاق ملصق المريض. بعد ذلك يتم وضعه على حامل اخر الذي يقوم بتسليم دواء المريض فتحة بطاقة تحمل اسم المريض عليها. يعد ذلك يقوم الصيدلاني أو الفني بفحص مكونات العبوة للتأكد بأنها مكون من الدواء الصحيح للمريض الصحيح ومن ثم يختم العبوة ويرسلها إلى الجهة الخارجية ليتم انتقاؤها. يعتبر الرجل الالي جهاز وقتي فعال حيث تعتمد عليه الصيدلية من اجل ملء الوصفات الطبية.مكيسون للروبوت آر إكس هو رجل الي اخر من اجل الرعاية الصحية حيث يقوم بمساعدة الصيادلة على التخلص من آلاف الادوية يوميا مع وجود اخطاء قليلة أو حتى معدومة. يمكن ان يكون عرض الرجل الالي عشرة اقدام وطوله ثلاثين ثدما ويستطيع حمل عدة مئات من الادوية المختلفة والآلاف من الجرعات. بهذه الطريقة توفر الصيدلية الكثير من الموارد البشرية مثل الموظفين الذي على خلاف ذلك غير متوفرين في صناعة الموارد النادرة. فهو يستخدم ؤأ كهروميكانيكي مقترن بنظام هوائي لالتقاط كل جرعة وتسليمها إلى مخزنها أو إلى موقع الاستغناء عنها. يتحرك الرأس على طول محور واحد في الوقت الذي يدور 180 درجة لسحب الأدوية. خلال هذه العملية فإنه يستخدم تكنولوجيا الباركود للتحقق من سحب الدواء الصحيح. بعد ذلك يقوم بتسليم الدواء إلى مريض محدد على الحزام الناقل. عندما يتم ملء جميع الادوية التي يحتاجها المريض والمخزنة في الرجل الالي، يتم إطلاق سراح العبوة واعادتها إلى الحزام الناقل في انتظار تحميلها في عربة التسليم حزام ناقل إلى فني في انتظار تحميلها في عربة للتسليم.
لائحة SCORBOT - 4u—روبوت التعليمي.

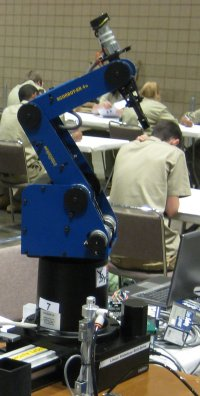

مع التقدم في علم الذكاء الصناعي تغير مدى تركيز البحوث على جزء واحد _وهو مدى أمن التفاعل المادي_بل أصبح  أيضا يركز على التفاعل الصحيح اجتماعيًا، بالاعتماد على المعايير الثقافية. والهدف هو بناء اتصالات بديهية وتلقائية مع الروبوت من خلال الكلام والإيماءات، وتعبيرات الوجه.
مصطلح (Dautenhan) يشير إلى ودية التفاعل الروبوتي البشري باسم (Robotiquette)ويعرف باسم «القواعد الاجتماعية لسلوك الروبوت»  وهذا مريح ومقبول لدى البشر؛ أن تكيف الروبوتات نفسها مع طريقتنا في التعبير عن الرغبات والأوامر وليس العكس. ولكن في بعض  البيئات البشرية يزداد الامر صعوبة  مثل: المنازل والقواعد الاجتماعية، فهي أكثر تعقيدًا من تلك التي تنطوي عليها المصانع أو حتى البيئات العسكرية. وبالتالي، يحتاج الروبوت إلى إدراك وفهم القدرات لبناء نماذج ديناميكية مناسبة للمناطق المحيطة بها. فهو يحتاج إلى تصنيف الأشياء والتعرف عليها وتحديد البشر وتعزيز مشاعرهم. وهذه الحاجة إلى القدرات الديناميكية تدفع مجالات العلوم  الفرعية في عالم الروبوتات إلى التقدم للأمام.
على الطرف الآخر من دراسات HRI، النموذج المعرفي لل«العلاقة» بين الروبوتات البشرية، ويقول علماء النفس والباحثين في الروبوتية أنّ دراسة المستخدم (user) غالبًا ما تكون في مصلحة  كلا الجانبين. وتسعى هذه الدراسة جزءا من المجتمع البشري.

### ACM / المؤتمر الدولي IEEE للتفاعل الروبوتي البشري
هذا المؤتمر هو من بين أفضل المؤتمرات في مجال HRI وعمليات المحادثات والنقاشات فيه انتقائية جدا. متوسط معدل القبول 26٪ ومتوسط الحضور تصبح 187. حوالي 65٪ من المساهمات في المؤتمر تأتي من الولايات المتحدة الأمريكية، وعلى مستوى التقارير  عالية  الجودة المقدمة في المؤتمر فإن ما معدله  10 كان من الأوراق العلمية في مجال HRI .
الإنسان الالي في المنازل
إذا كان الإنسان الآلي ليتم استخدامه بفعالية للعمل في المنازل والبيئات الغير صناعية، فإن الطريقة التي يتم فيها بنائهم للقيام بعملهم وخصوصا الطريقة التي سيتم فيها الطلب منهم ليتوقفوا فذلك سيكون له اهمية حاسمة. يمكن ان يكون لدي الاشخاص الين يتعاملون مع الرجال الاليين تدريب قليل أو معدوم نهائيا ولذلك فإن أي وصلة يجب أن تكون حدسية بشكل مطلق. يعتقد كتاب الخيال العلمي أيضا بأن الرجال الاليين سوف يصبحون في النهاية قادرين على التواصل مع بني البشر عن طريق الكلام وتعابير الوجه بدلا من الانصياع للأوامر فقط. على الرغم من أن الكلام سيكون أكثر الطرق الطبيعية لالإنسان للتواصل، الا انه من غير الطبيعي بالنسبة للرجل الالي. سيحتاج الامر بعض الوقت حتى يستطيع الرجل الالي ان يتفاعل بشكل طبيعي كما في ك الافلام الخيالية - 3PO.
- تمييز والتعرف على الكلام: إن تميز وتفسير التدفق المستمر من الكلام الصادر عن الإنسان لهو مهمة صعبة للكمبيوتر بسبب التباين الكبير في الكلام. يمكن للكلمة نفسها التي ينطق بها الشخص نفسه ان تتباين بالاعتماد على الصوتيات وحجم الكلمة والكلمة التي تليها أو بالاعتماد على ما إذا كام الشخص يعاني من الإنفلونزا أو البرد، وما إلى ذلك. والامر يصبح أصعب عندما يكون للشخص لهجات مختلفة. ومع ذلك، فقد تم تحقيق خطوات كبيرة في هذا المجال منذ ان صمم كل من ديفيس، وبيدولاف وبلاشيك أول نظام ادخال الاصوات الذي تعرف على 10 ارقام من قبل مستخدم واحد بدقة عالية بنسبة 100 ٪" في عام 1952. حاليا، فإن أفضل الأنظمة تستطيع التعرف على الكلام الطبيعي المستمر، ويصل إلى 160 كلمة في الدقيقة، مع دقة بنسبة 95 ٪.
- الإشارات: يمكن للشخص ان يتخيل في المستقبل إرشاده لرجل الالي كبير الطباخين بكيفية صنع المعجنات، أو طلب الاتجاهات من رجل الي شرطي. في كل من هاتين المناسبتين القيام بمبادرات يدوية من الممكن ان تساعد الاوصاف اللفظية. في الحالة الأولى، يمكن للرجل الالي ان يتعرف على المبادرات والإشارات القادمة من الإنسان ومن الممكن أيضا ان يعيدها من اجل التأكيد. في الحالة الثانية، فإن الرجل الالي الشرطي من الممكن ان يشير إلى اسفل الطريق أو الاتجاه إلى اليمين. ومن المرجح جدا أن هذه الإيماءات سوف تشكل جزءا من التفاعل بين البشر والروبوتات. وقد تم تطوير العديد من الأنظمة من اجل التعرف على البوادر اليدوية الإنسانية.
- تعبيرات الوجه: يمكن ان توفر تعبيرات الوجه تغذية مرتدة سريعة عن التقدم المحرز في حوار بين اثنين من البشر، وسرعان ما قد تكون قادرة على أن تفعل الشيء نفسه بالنسبة للبشر والروبوت. فرابور[المرجو التوضيح] وجوه الية تم بناؤها من قبل هانسون للروبوتات، مما يتيح قدرا كبيرا من تعابير الوجه نظرا لمرونة الطلاء بالإضافة إلى طمر المحركات الموجودة من اجل {1){/1} إنتاج تعابير الوجه. ان للطلاء والماكينات مبنية على جمجمة معدنية. ينبغي للرجل الالي ان يعرف كيفية التعال مع الإنسان، المحكوم بتعابير الوجه ولغة الجسد. يؤثر تعابير الوجه عما إذا كان الشخص سعيدا، اوخائف، أو مجنون على نوع التواصل والتعامل المتوقع من الرجل الآلي. وبالمثل، فإن روبتات كيسمت والروبوتات الأكثر حداثة {1)نيكسي يمكن ان تنتج مجموعة من تعابير الوجه الامر الذي يسمح لها بالتبادلات الاجتماعية مع البشر. {2/}
- يمكن للعواطف الاصطناعية ان تطمر وتتكون من سلسلة من تعابير الوجه أو الايماءات. كما يمكن أن يرى من الافلامفاينل فانتسي: ذا سبيريتس ويذين، فإن برمجة هذه العواطف المصطنعة هي معقدة جدا وتتطلب قدرا كبيرا من الملاحظة البشرية. لتبسيط هذه البرمجة في الفيلم، فقد تم إنشاء البريستس جنبا إلى جنب مع برنامج خاص من البرمجيات. الامر الذي قلل من مقدار الوقت اللازم لصنع الفيلم. ويمكن لهذه البريستس ان يتم نقلها لاستخدامها في روبوتات الحياة الواقعية.

### مستويات الحكم الذاتي
يمكن ان يكون لنظم الرقابة مستويات مختلفة من الحكم الذاتي.
1. يستخدم التفاعل المباشر للادوات اللمسية أو المشغلة /0}، وللإنسان سيطرة الكاملة تقريبا على مدى حرية الرجل الالي في الحركة.
2. يساعد المشغل تلقائيا الانماط التي لها وسيط للاوامر المشغلة إلى المهام رفيعة المستوى، مع الرجل الالي لمعرفة كيفية تحقيقها.
3. يمكن للرجل الالي ذاتي السيطرة ان يستمر لفترات طويلة بدون أي تدخل من الإنسان. مستويات أعلى من الحكم الذاتي لا تتطلب بالضرورة قدرات ادراكية أكثر تعقيدا. فعلى سبيل المثال، الروبوتات في مصانع التجميع مستقلة بحد ذاتها ولكنها تعمل في نمط ثابت.

تصنيف أخرى يأخذ بعين الاعتبار التفاعل بين الإنسان والسيطرة على حركات الجهاز.
1. Teleoperation. يتحكم الإنسان في كل حركة، حيث ان كل جهاز مخصص من قبل المشغل.
2. الاشراف يحدد الإنسان الخطوات العامة أو مواقع التغيير وتقرر الآلة تفاصيل حركات مشغلها.
3. المهمة على مستوى الحكم الذاتي. يحدد المشغل فقط المهمة ويدير الرجل الالي نفسه بتقديم شكوى على ذلك.
4. التحكم الذاتي الكامل. تقوم الآلة بجميع مهامها دون تدخل الإنسان. وفقا لمدى تعقيد المهام، ففي هذه الفئة يمكن ان يتحول الرجل الالي ذاتي التحكم إلى الرجل الالي الصناعي المستقبلي مثل سي 3P0.